# Jacob Toorenvliet
Jacob Toorenvliet (1640, Leyde - 1719, Oegstgeest)  est un peintre néerlandais du siècle d'or. Il est connu pour ses peintures de portraits.

## Biographie
Jacob Toorenvliet est né en 1640 à Leyde aux Pays-Bas. Son père Abraham Toorenvliet est maître-verrier et enseignant de dessin. Le jeune Toorenvliet étudie avec Frans van Mieris l'Ancien et Matthijs Naiveu, auprès de son père qui est considéré comme un enseignant respecté. Par la suite, il étudie auprès de Gérard Dou, le gendre de son père, jusqu'en 1659, année de son départ pour un grand voyage en Europe.
Toorenvliet est actif dans de nombreuses villes durant sa carrière, principalement en Italie et aux Pays-Bas. Il est à Vienne en 1663, et à Rome pour une commande d'œuvres en 1669. Son compagnon de voyage Nicolas Roosendaal (1636–1686) est un peintre originaire d'Enkhuizen. De 1670 à 1673, ils vivent à Venise, et entreprennent un autre voyage à Rome en 1671, où Toorenvliet devient membre des Bentvueghels et porte le surnom de Jazon. Il retourne à Vienne en 1673, et y reste jusqu'en 1674, en se consacrant essentiellement à la peinture sur cuivre. Il est de retour à Leyde en 1679 et à Amsterdam en 1680. Il retourne vivre à nouveau à Leyde en 1686 et y demeure jusqu'à sa mort. Il devient membre de le Guilde de Saint-Luc de Leyde, et y occupe de nombreux postes de 1695 à 1712. En outre, il est le cofondateur de l'Académie de Dessin de Leyde en 1694 avec Willem van Mieris and Carel de Moor. Il meurt à Oegstgeest en 1719.

## Œuvres
- Portrait de Carel Quina, chevalier du Saint-Sepulcre, et explorateur de l'Asie[2], Rijksmuseum, Amsterdam
- La lecon de musique[3], Rijksmuseum,  Amsterdam

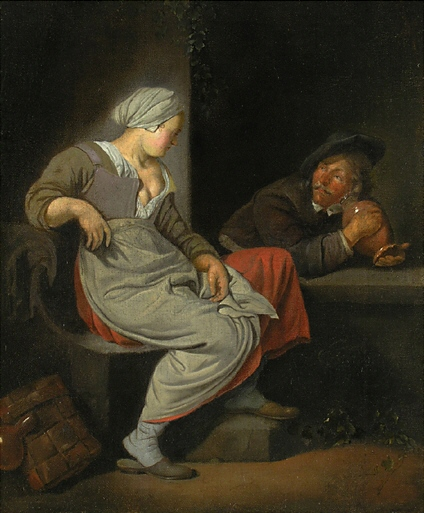
Trinkender Bauer und Magd